# Mariusz Zieliński
Mariusz Zieliński – polski ekonomista, dr hab. nauk ekonomicznych, profesor uczelni i kierownik Katedry Organizacji i Zarządzania Przedsiębiorstwem Wydziału Ekonomii i Zarządzania Politechniki Opolskiej.

## Życiorys
18 października 1995 obronił pracę doktorską Transformacja a bezrobocie i rynek pracy w regionie przemysłowym na przykładzie badań w woj. katowickim, 21 października 2009  habilitował się na podstawie pracy zatytułowanej Wpływ państwa na rynek pracy i decyzje zatrudnieniowe przedsiębiorstw. Pracował na stanowisku profesora nadzwyczajnego w Instytucie Ekonomii i Informatyki na Wydziale Organizacji i Zarządzania Politechniki Śląskiej.
Jest profesorem uczelni i kierownikiem Katedry Organizacji i Zarządzania Przedsiębiorstwem Wydziału Ekonomii i Zarządzania Politechniki Opolskiej.
Został zatrudniony na stanowisku członka zarządu na Oddziale w Gliwicach Polskiego Towarzystwa Ekonomicznego i członka rady naukowej Polskiego Towarzystwa Ekonomicznego.